# Beanzim
Beanzim (em fon,Béhanzin}}; 1844 - 10 de dezembro de 1906, em Blida, Argélia) é considerado o décimo primeiro (sem contar Adanuzam) arroçu (rei) do Reino de Daomé (atual Benim). Ao assumir o trono, mudou seu nome para Condô (Kondo).Sucedeu seu pai, Glelê, e governou de 1889 à 1894. Foi o governante que liderou a resistência nacional durante a Guerra de Daomé.